# Pseudotyrannochthonius kobayashii
Pseudotyrannochthonius kobayashii es una especie de arácnido del orden Pseudoscorpionida de la familia Chthoniidae. Presenta las subespecies:
- Pseudotyrannochthonius kobayashii akiyoshiensis
- Pseudotyrannochthonius kobayashii dorogawaensis
- Pseudotyrannochthonius kobayashii kobayashii

## Distribución geográfica
Se encuentra en Japón.